# Menachem
Menachem (o Menaem, o Menahem o Menaham; fl. VIII secolo a.C.), figlio di Gadi, fu re di Israele dal 743 a.C. al 738 a.C.

## Biografia
La Bibbia narra del suo regno in 2 Re 15,14-22, riferendo che ottenne il potere assassinando il suo predecessore Sallum e commettendo atrocità sulla popolazione. Quando il re assiro Pul occupò Israele, Menachem gli elargì una grossa somma di denaro e così Pul lasciò il paese. Al posto di Menachem succedette suo figlio Pekachia.